# Мацедоника на Марта
Мацедоника на Марта (Macedonica martae) е коремоного мекотело от разред Белодробни охлюви, семейство Клаузилиди.

## Разпространение и местообитания
Видът е локален ендемит. Установен е в Пирин при надморска височина 2400-2800 m в района под връх Вихрен.

## Морфологични особености
Черупката на охлювчето е силно спирално навита и удължена като размерите и са от 13,8 – 16,8 дължина и 3,9 – 4,15 mm ширина.